# Lance Stroll
Lance Strulovitch, beter bekend als Lance Stroll (Montreal, 29 oktober 1998) is een Belgisch-Canadees autocoureur, racend onder de Canadese vlag. In 2016 werd hij kampioen in het Europees Formule 3-kampioenschap. In 2017 maakte hij zijn Formule 1-debuut voor het team van Williams.

## Biografie
Stroll is de zoon van de Canadese zakenman Lawrence Stroll (eigenaar van Aston Martin en van het Circuit Mont-Tremblant, voormalig eigenaar van Michael Kors, mede-investeerder van Tommy Hilfiger en Aston Martin F1 Team) en de Belgische modeontwerpster Claire-Ann Callens. Hij heeft een oudere zus Chloe. Stroll racet onder de Canadese vlag maar heeft daarnaast ook de Belgische nationaliteit.

## Carrière

### Karting
Stroll begon zijn autosportcarrière in het karting in 2008. In zijn eerste twee jaren behaalde hij podiumplaatsen in verschillende Canadese kampioenschappen. In 2010 reed hij in de Florida Winter Tour, waarin hij de Rotax Micro Max-klasse won. Dat jaar werd hij op elfjarige leeftijd de op een na jongste coureur die een contract tekende bij een Formule 1-team, aangezien Ferrari hem opnam in de Ferrari Driver Academy. In 2011 reed hij zijn eerste races in Europa en werd hij negende in de KF3-klasse van de WSK Euro Series. In 2012 won hij de SKUSA SuperNationals en werd hij vierde in de KF3-klasse van de WSK Master Series en tiende in deze klasse van het CIK-FIA-wereldkampioenschap. In 2013 nam hij onder andere deel aan het wereld- en Europees kampioenschap in de CIK-FIA, waarbij hij zesde werd in het kampioenschap.

### Formule 4
In 2014 maakte Stroll de overstap naar het formuleracing, waarin hij naast onder andere mede-Ferrari Driver Academy-coureurs Raffaele Marciello en Antonio Fuoco in de Florida Winter Series ging rijden. Hij vertrok één race vanaf pole position en eindigde twee keer op het podium. Hierna ging hij rijden in het Italiaanse Formule 4-kampioenschap voor het Prema Powerteam. Hij behaalde hier tien overwinningen, waardoor hij het jaar als kampioen afsloot.

### Toyota Racing Series
In 2015 begon Stroll het seizoen in de Toyota Racing Series in Nieuw-Zeeland, uitkomend voor M2 Competition. Hij won twee races op de Powerbuilt Raceway en één op zowel Teretonga Park als de Manfeild Autocourse (als de officiële Grand Prix van Nieuw-Zeeland) en werd overtuigend kampioen met 906 punten.

### Formule 3
In 2015 stapt Stroll over naar het Europees Formule 3-kampioenschap, waar hij voor Prema blijft rijden. In het begin van het seizoen kwam hij vooral negatief in het nieuws, waarbij hij op het Autodromo Nazionale Monza en Spa-Francorchamps ongelukken veroorzaakte, waardoor hij in de laatste race op Spa geschorst werd. Na deze raceban verbeterde hij zijn gedrag, hij scoorde constant podiumplaatsen en behaalde in de eerste race van het laatste raceweekend op de Hockenheimring zijn eerste overwinning in de klasse. Mede hierdoor eindigde hij op de vijfde plaats in het kampioenschap met 231 punten. Aan het eind van het seizoen werd hij achtste in de Grand Prix van Macau.
In 2016 bleef Stroll rijden in de Europese Formule 3 voor Prema. Hij begon het seizoen goed door de eerste race op het Circuit Paul Ricard te winnen. Hierna behaalde hij één overwinning op Spa-Francorchamps en twee overwinningen in de raceweekenden op de Red Bull Ring, de Norisring, het Circuit Park Zandvoort, de Nürburgring en het Autodromo Enzo e Dino Ferrari en sloot het seizoen af met een driedubbele overwinning op de Hockenheimring. Met veertien overwinningen uit dertig races werd hij kampioen met 507 punten.

### Formule 1

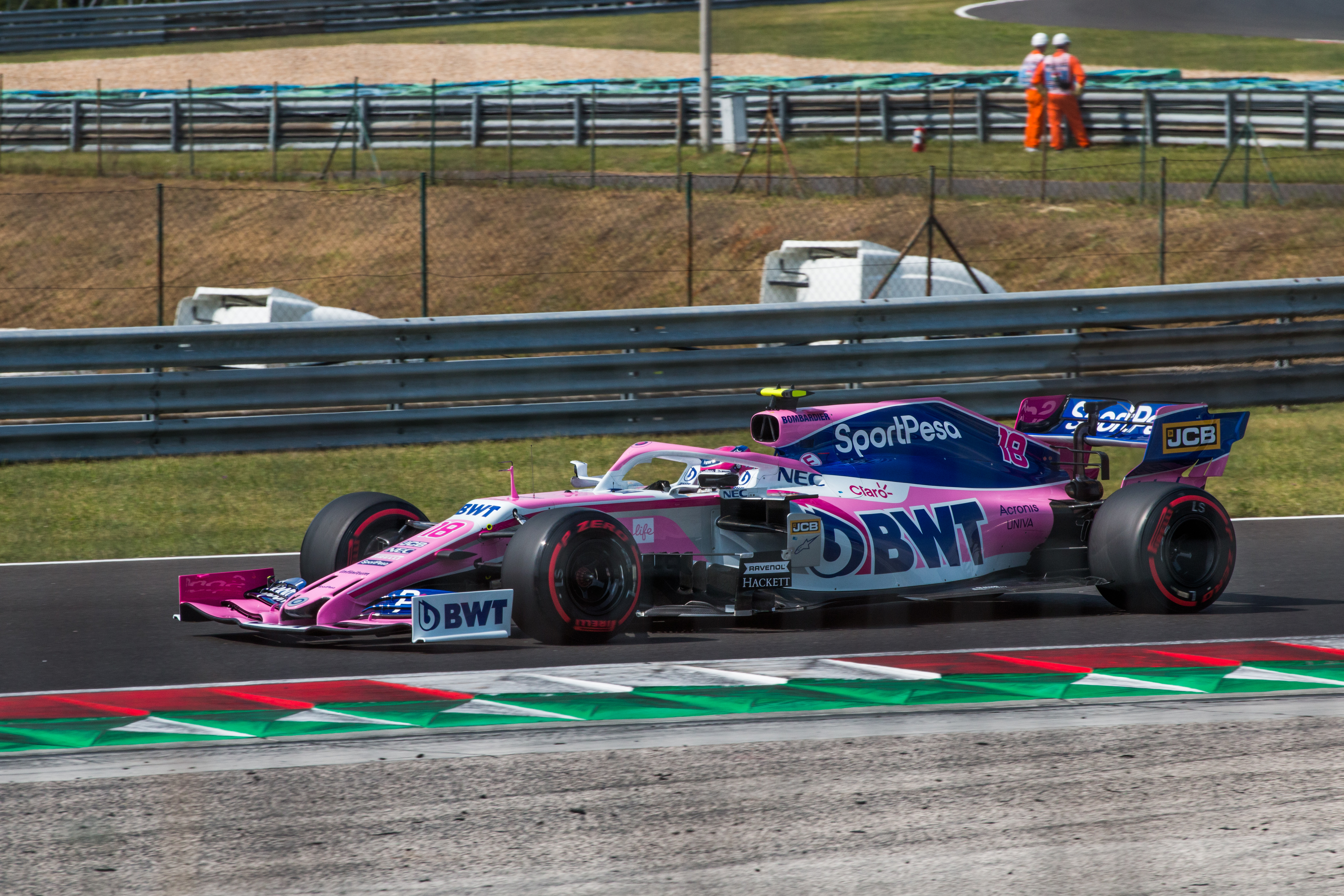
Lance Stroll tijdens de GP van Hongarije 2019

In 2016 stapte Stroll uit de Ferrari Driver Academy en werd hij testrijder voor het Formule 1-team van Williams. In 2017 maakt hij voor dit team zijn racedebuut in de Formule 1 naast Felipe Massa. Nadat hij in de eerste drie races van het seizoen niet aan de finish wist te komen, behaalde hij tijdens zijn thuisrace zijn eerste punten in de Formule 1 met een negende plaats. Tijdens de Grand Prix van Azerbeidzjan wist Stroll als derde te eindigen en behaalde dus zo zijn eerste podiumfinish. Dit maakte hem de op een na jongste coureur ooit die een podiumfinish behaalde en de jongste die dit in zijn debuutseizoen deed. Stroll kende een wisselvallig eerste seizoen in de Formule 1 en kreeg aan het begin van het seizoen veel kritiek. Uiteindelijk behaalde hij 40 punten waarmee hij op de twaalfde plek in het klassement eindigde.
In 2018 bleef Stroll rijden bij Williams, maar werd de gestopte Massa vervangen door Sergej Sirotkin. De Williams was geen goede auto en beide coureurs hadden grote moeite om goede resultaten te behalen. Stroll wist slechts tweemaal punten te scoren met een achtste plaats in Azerbeidzjan en een negende plaats in Italië. Met zes punten werd hij achttiende in het kampioenschap en wist enkel teamgenoot Sirotkin en Toro Rosso-coureur Brendon Hartley voor te blijven in de eindstand.
In 2019 maakt Stroll de overstap naar het team van Racing Point, nadat een consortium van zakenlieden onder leiding van zijn vader Lawrence het team in de zomer van 2018 overnam nadat het onder curatele was gesteld. Hij wordt hier de vervanger van Esteban Ocon en de teamgenoot van Sergio Pérez.
Stroll zal in 2020 onder een Amerikaanse licentie racen nadat de nationale sportautoriteit van Canada zijn mandaat bij de FIA heeft neergelegd, maar tijdens elke officiële erkenning tijdens raceweekends nog steeds als Canadees worden getoond.
Tijdens de Grand Prix van Turkije in 2020 pakte Lance Stroll zijn eerste pole-position. Tijdens de Grand Prix van Monza werd hij wederom derde.
In 2020 eindigde hij als 11e in de coureurskampioenschap.  
In 2021 rijdt Stroll bij Aston Martin F1, de opvolger van Racing Point F1 Team.
In 2025 vestigde Stroll na de kwalificatie van de GP van Saoedie-Arabië een historisch record voor voor de 75e keer niet door Q1 van de kwalificatie te komen.

## Formule 1-carrière

### Teams
| Jaar/Jaren   | Team         |
| ------------ | ------------ |
| 2017 – 2018  | Williams     |
| 2019 – 2020  | Racing Point |
| 2021 – heden | Aston Martin |

### Statistiek
Onderstaande tabel is bijgewerkt tot en met de Grand Prix van Hongarije 2025.
|                           | 2017 | 2018 | 2019 | 2020 | 2021 | 2022 | 2023 | 2024 | 2025 * | Totaal           |
| ------------------------- | ---- | ---- | ---- | ---- | ---- | ---- | ---- | ---- | ------ | ---------------- |
| Aantal ingeschreven races | 20   | 21   | 21   | 16   | 22   | 22   | 22   | 24   | 13 *   | 182 (178 starts) |
| Aantal zeges              | 0    | 0    | 0    | 0    | 0    | 0    | 0    | 0    | 0 *    | 0                |
| Aantal pole-positions     | 0    | 0    | 0    | 1    | 0    | 0    | 0    | 0    | 0 *    | 1                |
| Aantal snelste rondes     | 0    | 0    | 0    | 0    | 0    | 0    | 0    | 0    | 0 *    | 0                |
| Aantal podiumplaatsen     | 1    | 0    | 0    | 2    | 0    | 0    | 0    | 0    | 0 *    | 3                |
| Aantal WK-punten          | 40   | 6    | 21   | 75   | 34   | 18   | 74   | 24   | 20 *   | 312              |
| Eindstand WK              | 12   | 18   | 15   | 11   | 13   | 15   | 10   | 13   | 13 *   |                  |

* Seizoen loopt nog.

### Formule 1-resultaten
| Kleur  | Resultaat                       |
| ------ | ------------------------------- |
| Goud   | Winnaar                         |
| Zilver | Tweede plaats                   |
| Brons  | Derde plaats                    |
| Groen  | Gefinisht (punten behaald)      |
| Blauw  | Gefinisht (geen punten behaald) |
| Blauw  | Niet geklasseerd (NC)           |
| Paars  | Uitgevallen (DNF)               |
| Rood   | Niet gekwalificeerd (DNQ)       |

| Kleur   | Resultaat                              |
| ------- | -------------------------------------- |
| Zwart   | Gediskwalificeerd (DSQ)                |
| Wit     | Niet gestart (DNS)                     |
| Blanco  | Gewond (INJ)                           |
| Blanco  | Uitgesloten (EX)                       |
| Blanco  | Teruggetrokken (WD) / Niet deelgenomen |
| 1, 2, 3 | Sprint positie (punten behaald)        |
| P       | Poleposition                           |
| S       | Snelste ronde                          |

| Jaar  | Inschrijving                   | Chassis            | Motor                            | 1       | 2       | 3       | 4      | 5       | 6       | 7       | 8       | 9       | 10      | 11      | 12      | 13     | 14     | 15      | 16      | 17      | 18     | 19      | 20     | 21      | 22     | 23      | 24     | Pos. | Punten |
| ----- | ------------------------------ | ------------------ | -------------------------------- | ------- | ------- | ------- | ------ | ------- | ------- | ------- | ------- | ------- | ------- | ------- | ------- | ------ | ------ | ------- | ------- | ------- | ------ | ------- | ------ | ------- | ------ | ------- | ------ | ---- | ------ |
| 2017  | Williams Martini Racing        | Williams FW40      | Mercedes M08 EQ Power+ V6        | AUS DNF | CHN DNF | BHR DNF | RUS 11 | SPA 16  | MON 15  | CAN 9   | AZE 3   | OOS 10  | GBR 16  | HON 14  | BEL 11  | ITA 7  | SIN 8  | MAL 8   | JPN DNF | VST 11  | MEX 6  | BRA 16  | ABU 18 |         |        |         |        | 12   | 40     |
| 2018  | Williams Martini Racing        | Williams FW41      | Mercedes M09 EQ Power+ V6        | AUS 14  | BHR 14  | CHN 14  | AZE 8  | SPA 11  | MON 17  | CAN DNF | FRA 17  | OOS 14  | GBR 12  | DUI DNF | HON 17  | BEL 13 | ITA 9  | SIN 14  | RUS 15  | JPN 17  | VST 14 | MEX 12  | BRA 18 | ABU 13  |        |         |        | 18   | 6      |
| 2019  | SportPesa Racing Point F1 Team | Racing Point RP19  | Mercedes M10 EQ Power+ V6        | AUS 9   | BHR 14  | CHN 12  | AZE 9  | SPA DNF | MON 16  | CAN 9   | FRA 13  | OOS 14  | GBR 13  | DUI 4   | HON 17  | BEL 10 | ITA 12 | SIN 13  | RUS 11  | JPN 9   | MEX 12 | VST 13  | BRA 19 | ABU DNF |        |         |        | 15   | 21     |
| 2020  | BWT Racing Point F1 Team       | Racing Point RP20  | Mercedes M11 EQ Power+ V6        | OOS DNF | STI 7   | HON 4   | GBR 9  | 70J 6   | SPA 4   | BEL 9   | ITA 3   | TOS DNF | RUS DNF | EIF WD  | POR DNF | EMI 13 | TUR 9P | BHR DNF | SAK 3   | ABU 10  |        |         |        |         |        |         |        | 11   | 75     |
| 2021  | Aston Martin                   | Aston Martin AMR21 | Mercedes F1 M12 E Performance V6 | BHR 10  | EMI 7   | POR 14  | SPA 11 | MON 8   | AZE DNF | FRA 10  | STI 8   | OOS 13  | GBR 8   | HON DNF | BEL 20  | NED 12 | ITA 7  | RUS 11  | TUR 9   | VST 12  | MXS 14 | SAP DNF | QAT 6  | SAR 11  | ABU 13 |         |        | 13   | 34     |
| 2022  | Aston Martin                   | Aston Martin AMR22 | Mercedes F1 M13 E Performance V6 | BHR 12  | SAR 13  | AUS 12  | EMI 10 | MIA 10  | SPA 15  | MON 14  | AZE 16† | CAN 10  | GBR 11  | OOS 13  | FRA 10  | HON 11 | BEL 11 | NED 10  | ITA DNF | SIN 6   | JPN 12 | VST DNF | MXS 15 | SAP 10  | ABU 8  |         |        | 15   | 18     |
| 2023  | Aston Martin                   | Aston Martin AMR23 | Mercedes F1 M14 E Performance V6 | BHR 6   | SAR DNF | AUS 4   | AZE 87 | MIA 12  | MON DNF | SPA 6   | CAN 9   | OOS 49  | GBR 14  | HON 10  | BEL 9   | NED 11 | ITA 16 | SIN WD  | JPN DNF | QAT 11  | VST 7  | MXS 17† | SAP 5  | LSV 5   | ABU 10 |         |        | 10   | 74     |
| 2024  | Aston Martin                   | Aston Martin AMR24 | Mercedes F1 M15 E Performance V6 | BHR 10  | SAR DNF | AUS 6   | JPN 12 | CHN 15  | MIA 17  | EMI 9   | MON 14  | CAN 7   | SPA 14  | OOS 13  | GBR 7   | HON 10 | BEL 11 | NED 13  | ITA 19  | AZE 19† | SIN 14 | VST 15  | MXS 11 | SAP DNS | LSV 15 | QAT DNF | ABU 14 | 13   | 24     |
| 2025* | Aston Martin                   | Aston Martin AMR25 | Mercedes F1 M16 E Performance V6 | AUS 6   | CHN 9   | JPN 20  | BHR 17 | SAR 16  | MIA 516 | EMI 15  | MON 15  | SPA WD  | CAN 17  | OOS 14  | GBR 7   | BEL 14 | HON 7  | NED 0   | ITA 0   | AZE 0   | SIN 0  | VST 0   | MXS 0  | SAP 0   | LSV 0  | QAT 0   | ABU 0  | 13*  | 20*    |
| Jaar  | Inschrijving                   | Chassis            | Motor                            | 1       | 2       | 3       | 4      | 5       | 6       | 7       | 8       | 9       | 10      | 11      | 12      | 13     | 14     | 15      | 16      | 17      | 18     | 19      | 20     | 21      | 22     | 23      | 24     | Pos. | Punten |

- † Uitgevallen maar wel geklasseerd omdat er meer dan 90% van de race-afstand werd afgelegd.
- * Seizoen loopt nog.

## Galerij

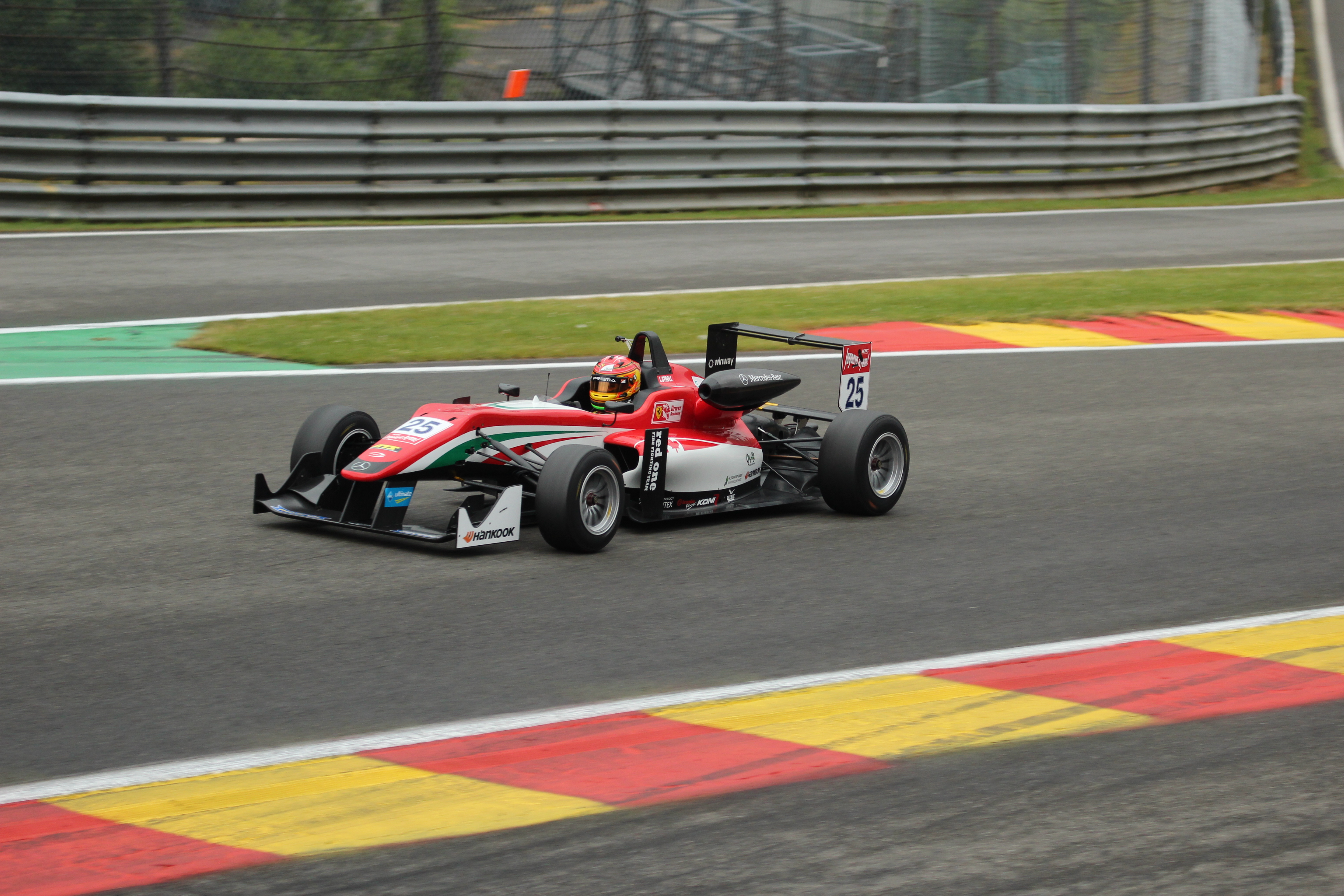
Stroll in de Formule 3 op Spa-Francorchamps in 2015.
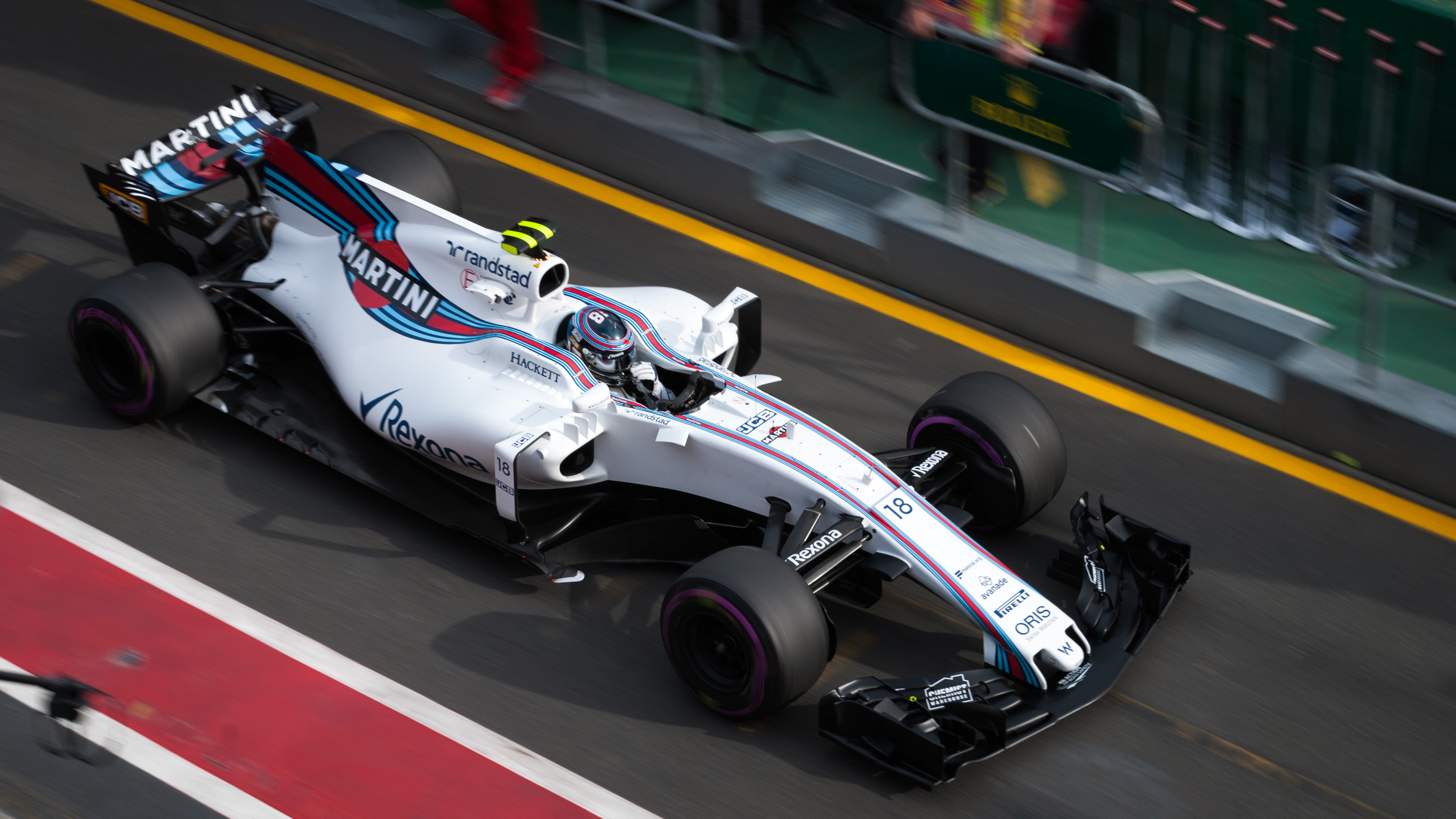
In de pitstraat met de Williams FW40 in 2017.
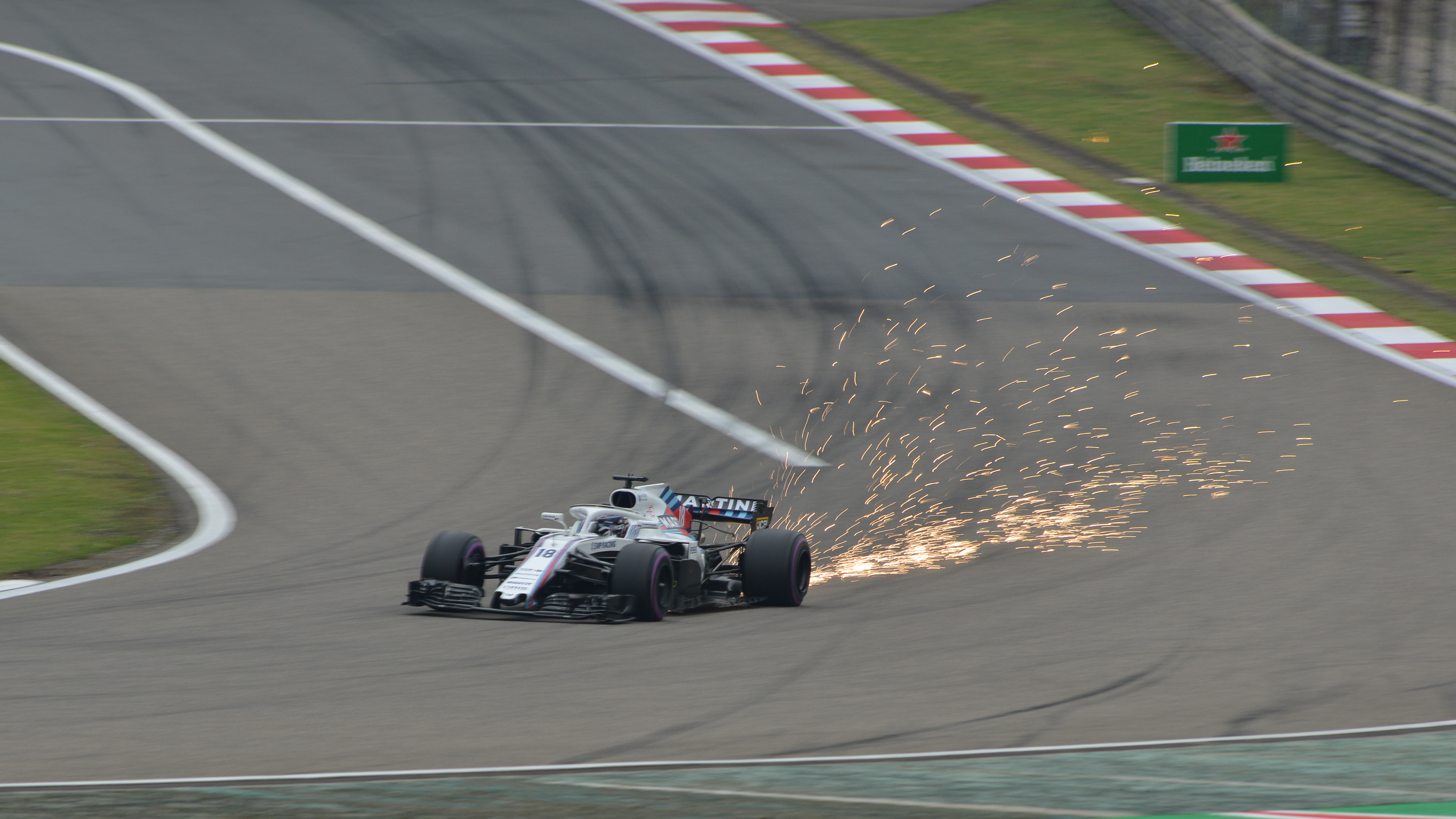
Tijdens de kwalificatie van de Grote Prijs van China 2018.
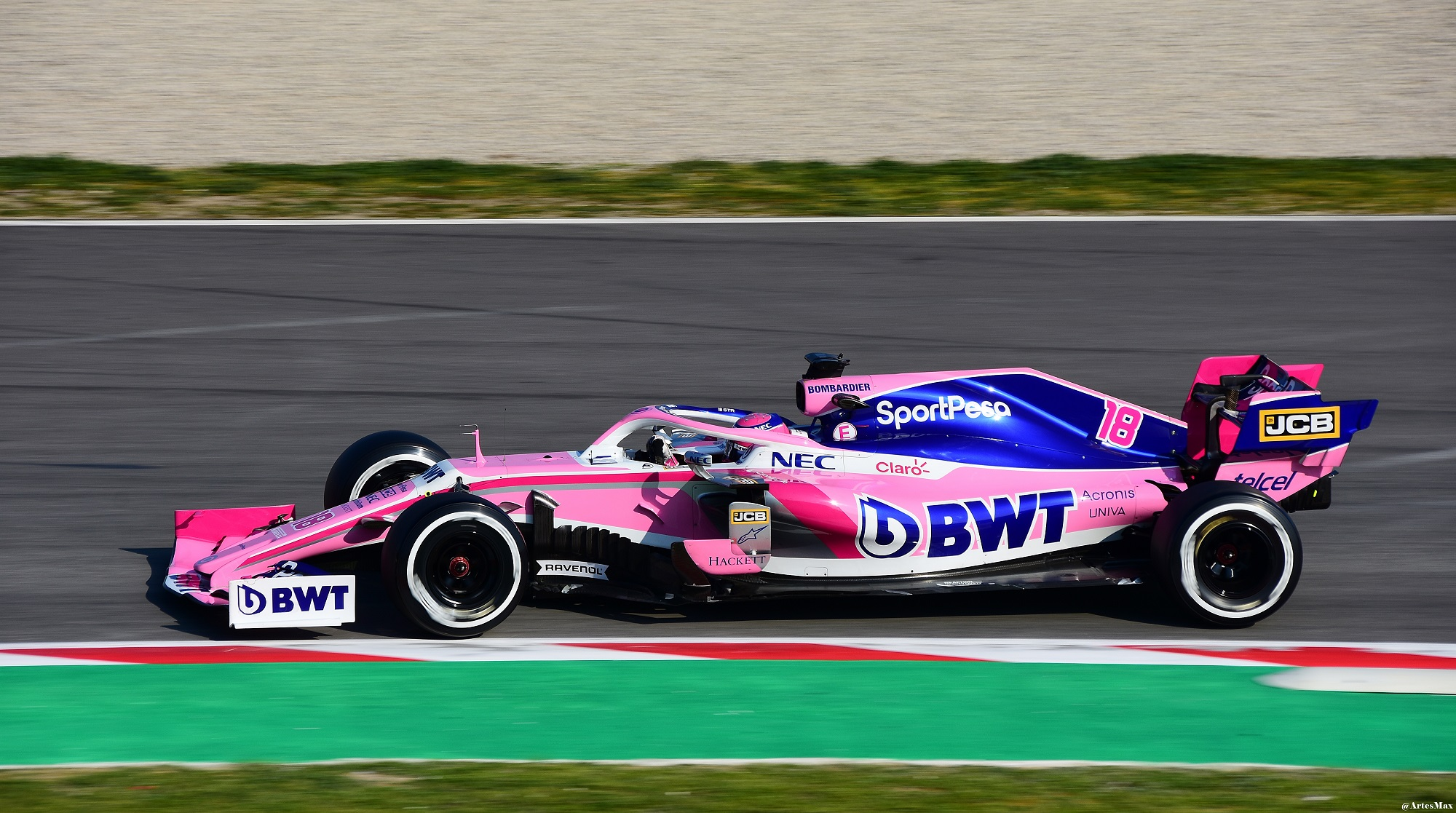
Testdagen op Circuit de Catalunya in 2019.
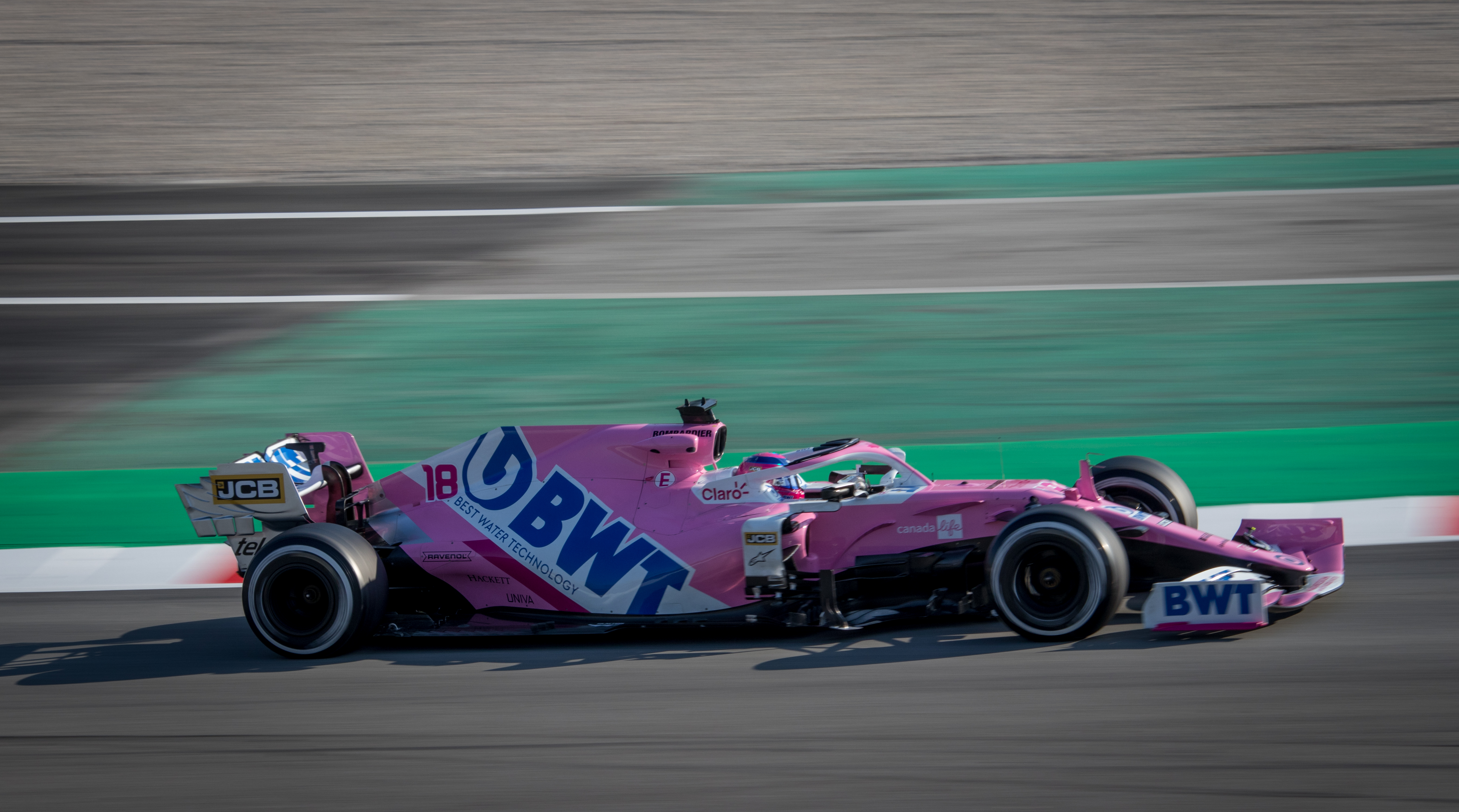
In de Racing Point RP20 tijdens testdagen voorafgaand aan het seizoen 2020.